# Talman i Kanadas underhus
Talmannen i Kanadas underhus är den som leder arbetet i Kanadas underhus. Talmannen väljs direkt av underhuset.

## Talmän
- 29. Jeanne Sauvé, Kanadas liberala parti, 14 april 1980–15 januari 1984
- 30. Cyril Lloyd Francis, Kanadas liberala parti, 16 januari 1984–4 november 1984
- 31. John Bosley, Progressive Conservative Party of Canada, 5 november 1984–29 september 1986
- 32. John Allen Fraser, Progressive Conservative Party of Canada, 1986–1993
- 33. Gilbert Parent, Kanadas liberala parti, 17 januari 1994–29 januari 2001
- 34. Peter Milliken, Kanadas liberala parti, 29 januari 2001–2 juni 2011
- 35. Andrew Scheer, Kanadas konservativa parti, 2 juni 2011–3 december 2015
- 36. Geoff Regan, Kanadas liberala parti, 3 december 2015–5 december 2019
- 37. Anthony Rota, Kanadas liberala parti, 5 december 2019–27 september 2023
- 38. Greg Fergus, Kanadas liberala parti, 3 oktober 2023–no value

Denna lista hämtas från Wikidata. Informationen kan ändras där.